# Ерве
Ерве (итал. Erve) је насеље у Италији у округу Леко, региону Ломбардија.
Према процени из 2011. у насељу је живело 740 становника. Насеље се налази на надморској висини од 575 м.

## Становништво
| 1936. | 1951. | 1961. | 1971. | 1981. | 1991. | 2001. | 2011. |
| ----- | ----- | ----- | ----- | ----- | ----- | ----- | ----- |
| 801   | 866   | 840   | 771   | 661   | 693   | 735   | 764   |